# 大埔石刻
大埔石刻，是一座位於中華民國福建省連江縣莒光鄉東莒島最南端的石刻，是馬祖地區現存最古且最大的摩崖刻石。1988年11月11日公告連江縣縣定古蹟。

## 沿革

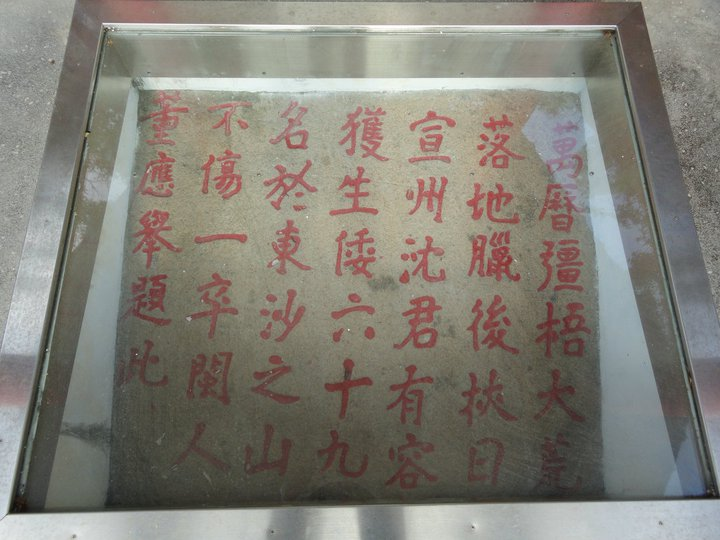
刻文

明朝時期，中國東南沿海一帶經常受倭寇侵擾，1617年(萬曆四十五年)5月5日，將領沈有容鎮守閩海，因在東沙（東莒島）力戰福建浙江倭寇，同時招降海寇袁進、李忠，並且散遣其眾有功，工部侍郎董應舉於1630年（明崇禎三年）刻贈此碑，用來彰顯沈有容的功績。
1953年，國軍正式進駐東莒島，由於構築防禦工事，於老頭山山坡上發現一塊刻有文字的岩盤，經研判可能為古蹟，後將覆蓋在岩盤上的泥土全部清除，並用鐵絲網圍住予以保護。1966年，陸軍馬祖防衛指揮部司令官雷開瑄為防止大埔石刻遭到雨淋日曬，指示駐地部隊在石刻興建一座仿古涼亭，命名「懷古亭」，並在旁邊設立兩塊釋碑文與部隊建亭碣，記載石刻發現經過，與石刻上的意涵。
馬祖國家風景區管理處已將石刻附近景觀重新整修，並興建公廁及通往海邊木棧橋。

## 刻文
大埔石刻面積約2.78平方公尺，上鑴刻41字，分七行，每字約為22公分，刻文上記載萬曆年間，沈有容擊敗海寇，在東沙生擒倭寇67人，另有首級2名的事蹟，由董應舉題文於此。原文為：
|  | 萬曆彊梧大荒落，地臘後挾日，宣州沈君有容，獲生倭六十九名於東沙之山，不傷一卒，閩人董應舉題此 |

## 外部連結
- 大埔石刻- 馬祖國家風景區 （页面存档备份，存于）
- 大埔石刻 （页面存档备份，存于）
- 大埔石刻 - 文化部iCulture （页面存档备份，存于）